# Konrad Stock
Konrad Stock (* 21. August 1941 in München) ist evangelischer Theologe. Er lehrte zuletzt als Professor Systematische Theologie an der Evangelisch-Theologischen Fakultät der Rheinischen Friedrich-Wilhelms-Universität Bonn (Außenstelle Köln).

## Akademischer Werdegang
Konrad Stock studierte Philosophie in München und evangelische Theologie in Tübingen, Heidelberg, Bonn und Erlangen. Im Jahre 1970 promovierte er bei Jürgen Moltmann in Tübingen zum Doktor der Theologie. Von da an war er bis 1972 Pfarrer in Augsburg. Im Jahre 1979 habilitierte er in Tübingen, wo er bis 1982 als Privat-Dozent und als Professor für Systematische Theologie lehrte. Im Jahre 1982 wurde er  auf die Professur für Systematische Theologie an der Justus-Liebig-Universität Gießen und im Jahre 1991 auf die Professur für Systematische Theologie an der Rheinischen Friedrich-Wilhelms-Universität Bonn berufen, wo er bis zur Emeritierung im Jahr 2007 lehrte.
Er war von 1995 bis 2004 Mitherausgeber der Theologischen Realenzyklopädie für das Fachgebiet „Dogmatik“.

## Werke
- annihilatio mundi. Johann Gerhards Eschatologie der Welt. (FGLP X, Bd. XLII), München 1971.
- Anthropologie der Verheißung. Karl Barths Lehre vom Menschen als dogmatisches Problem. (BevTh 86), München 1980.
- "Kubanisches Glaubensbekenntnis. Politische Theologie, Sozialethik, Praxis der Kirche, München 1980 (Forum Politische Theologie; 2)
- Grundlegung der protestantischen Tugendlehre. Gütersloh 1995, ISBN 3-579-00097-7.
- Gottes wahre Liebe. Theologische Phänomenologie der Liebe. Tübingen 2000, ISBN 3-16-147478-3.
- Die Theorie der christlichen Gewissheit. Eine enzyklopädische Orientierung. Tübingen 2005, ISBN 3-16-148746-X.
- Intelligent Glauben. Religiöse Essays. Fernwald 2005, ISBN 3-936705-84-4.
- Die Gegenwart des Guten. Schriften zur Theologie. (MThSt 96), Marburg 2006, ISBN 978-3-7708-1300-1.
- Einleitung in die Systematische Theologie. Berlin / New York 2011, ISBN 978-3-11-021800-8.